# Lefèvre-Utile
Lefèvre-Utile (abreviada también como LU) es una compañía francesa de alimentación, conocida por sus galletas. Es una empresa emblemática en la ciudad Nantes (Francia). La marca es en la actualidad parte de Mondelez International desde el año 2007, tras su adquisición por parte del grupo Danone. El Petit-Beurre continúa siendo el producto bandera que se comercializa junto a otros como Boudoir, Champagne, Petit Four, Prince, Pim's, Paille d'Or, etc.

## Historia
Lefèvre-Utile se fundó en la ciudad de Nantes en el año 1846 por Jean-Romain Lefèvre. En los primeros pasos de la industria se vendían galletas de la factoría inglesa Huntley & Palmers hasta que pronto comenzó a realizar su propia producción. El nombre LU proviene de las iniciales del fundador Lefèvre y de sus socio/mujer Pauline-Isabelle Utile. Sus iniciales fueron empleadas por primera vez por el ilustrador Alfons Mucha al realizar en 1897 un calendario con la marca Lefèvre-Utile Biscuit Co. Este año la empresa contrató a Firmin Bouisset para crear un póster publicitario. Bouisset ya trabajaba para otra compañía francesa Chocolat Menier, creando Petit Écolier  ("el pequeño escolar") que ya incorporaba las iniciales LU. El póster de Bouisset fue empleado extensivamente por la compañía, lo que dio la popularidad posterior de LU. En noviembre de 2007, LU fue vendida íntegramente al holding Kraft Foods (hoy Mondelēz International).